# Ханска (Минесота)
Ханска (енгл. Hanska) град је у америчкој савезној држави Минесота.

## Демографија
По попису из 2010. године број становника је 402, што је 41 (-9,3%) становника мање него 2000. године.
| Група             | 2000.       | 2010.       |
| Белци             | 439 (99,1%) | 398 (99,0%) |
| Афроамериканци    | 2 (0,5%)    | 1 (0,2%)    |
| Азијати           | 1 (0,2%)    | 1 (0,2%)    |
| Хиспаноамериканци | 1 (0,2%)    | 2 (0,5%)    |
| Укупно            | 443         | 402         |